# Eduardo Nery
Eduardo Jorge Nery de Oliveira (* 2. September 1938 in Figueira da Foz; † 2. März 2013 in Lissabon) war ein portugiesischer Maler.

## Leben und Werk

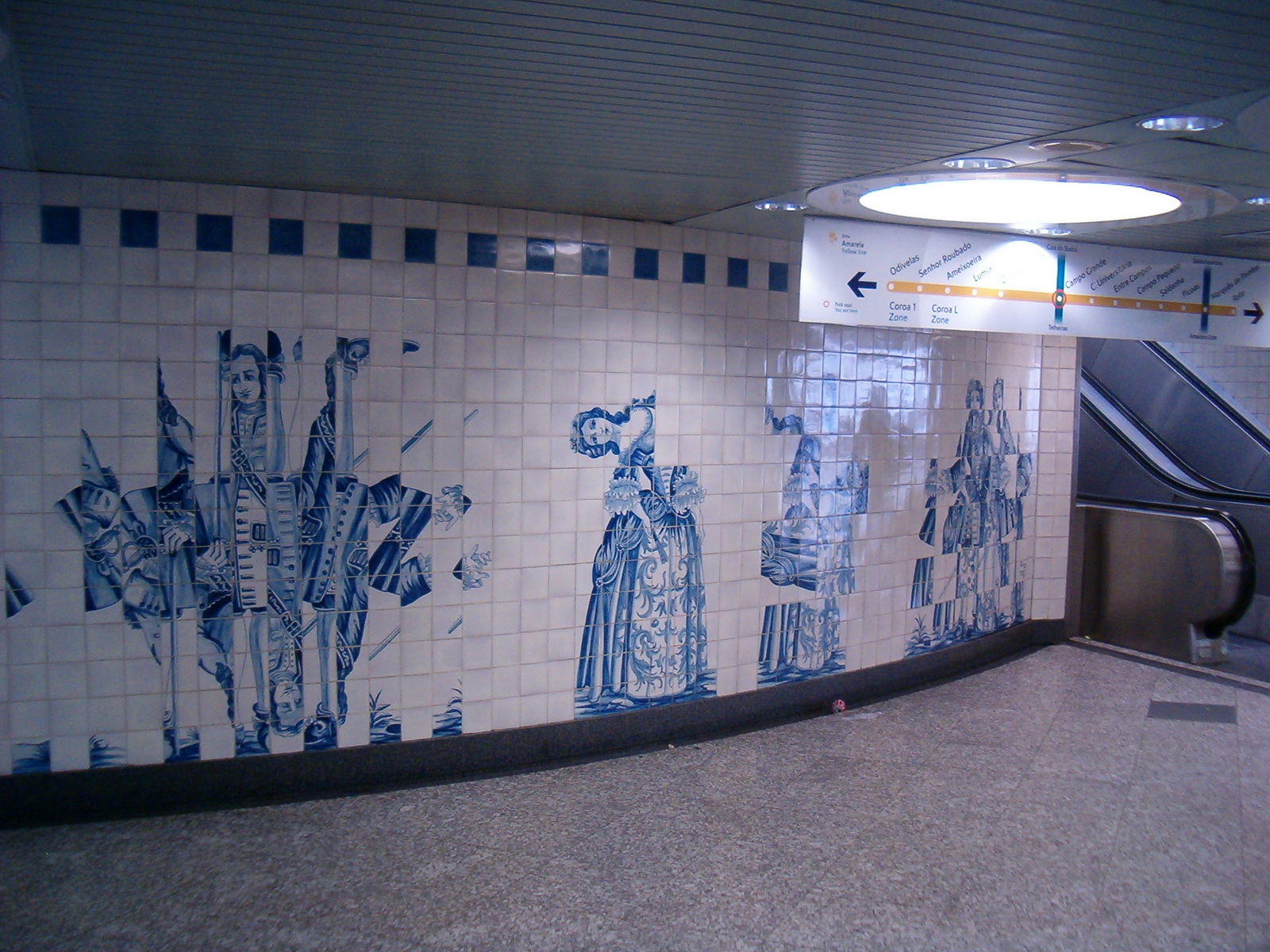
Azulejo-Wand Nerys im U-Bahnhof Campo Grande

Er wurde 1938 im Seebad Figueira da Foz geboren, als Sohn der Schriftstellerin Maria Elisa Nery de Oliveira und des Ingenieurs Sebastião José de Oliveira. 1939 zog die Familie nach Lissabon, wo Nery als Heranwachsender das Gymnasium besuchte und erste Erfahrungen als Fotograf machte. Nach Abschluss seines 1956 begonnenen Studiums der Malerei an der Escola Superior de Belas-Artes de Lisboa wandte er sich zusätzlich, besonders ab 1966, der Architektur und der Gestaltung öffentlichen Raums zu. Unterschiedliche Wandverzierungen wurden dabei von ihm vorgenommen, etwa beim Edifício Franjinhas 1969, oder im U-Bahnhof Campo Grande 1993.
Sein Werk ist gekennzeichnet von der Suche nach elastischem, vibrierendem Raum, ursprünglich beeinflusst vom modernen Illusionismus und den Entwicklungen der 1960er Jahre im Bereich der Optik. Seine metaphysischen Bilder stehen im Dialog mit dem Universum, auch in seinen Fotografien, mit denen er, wie in einigen seiner Bilderserien, Landschaften mitunter abstrakt darstellt.
Seine Arbeiten sind u. a. im Museu Nacional de Soares dos Reis in Porto, und im Museu Calouste Gulbenkian in Lissabon ausgestellt.
Am 10. Juni 2012, dem Nationalfeiertag des Portugal-Tages, wurde Nery von Präsident Cavaco Silva mit dem Orden des Infanten Dom Henrique im Großoffiziers-Rang ausgezeichnet.
Eduardo Nery starb am Morgen des 2. März 2013 in Lissabon. Er hatte zuletzt verschiedene Gesundheitsprobleme, dennoch wurde seine Familie von seinem plötzlichen Tod überrascht. Eine genauere Todesursache ist nicht bekannt gemacht worden.

## Bibliografie (Auswahl)
- Eduardo Nery: Apreciação Estética do Azulejo. Edições Inapa, 2007, ISBN 978-972-7971503
- Eduardo Nery: Artes Africanas - Aproximação Estética de um Artista. INCM - Imprensa Nacional Casa da Moeda, 2010, ISBN 978-972-2718714
- Rocha de Sousa: Eduardo Nery. INCM - Imprensa Nacional Casa da Moeda, 1991, ISBN 978-972-2707299
- Verschiedene: Azulejaria de Eduardo Nery. 2005 im Selbstverlag, ISBN 978-972-9765322